# Australia en los Juegos Olímpicos de Pekín 2022
Australia estuvo representada en los Juegos Olímpicos de Pekín 2022 por un total de 42 deportistas que competirán en 10 deportes. Responsable del equipo olímpico es el Comité Olímpico Australiano, así como las federaciones deportivas nacionales de cada deporte con participación.
Los portadores de la bandera en la ceremonia de apertura fueron el patinador artístico Brendan Kerry y la esquiadora acrobática Laura Peel.

## Medallistas
El equipo olímpico australiano obtuvo las siguientes medallas:
| Nombre           | Deporte          | Competición  |
| ---------------- | ---------------- | ------------ |
| Oro              |                  |              |
| Jakara Anthony   | Esquí acrobático | Baches F     |
| Plata            |                  |              |
| Jaclyn Narracott | Skeleton         | Individual F |
| Scott James      | Snowboard        | Halfpipe M   |
| Bronce           |                  |              |
| Tess Coady       | Snowboard        | Slopestyle F |